# Paulo Ricardo
|  | Dieser Artikel wurde aufgrund von akuten inhaltlichen oder formalen Mängeln auf der Qualitätssicherungsseite des Portals Christentum eingetragen. Bitte hilf mit, die Mängel dieses Artikels zu beseitigen, und beteilige dich bitte an der Diskussion. |

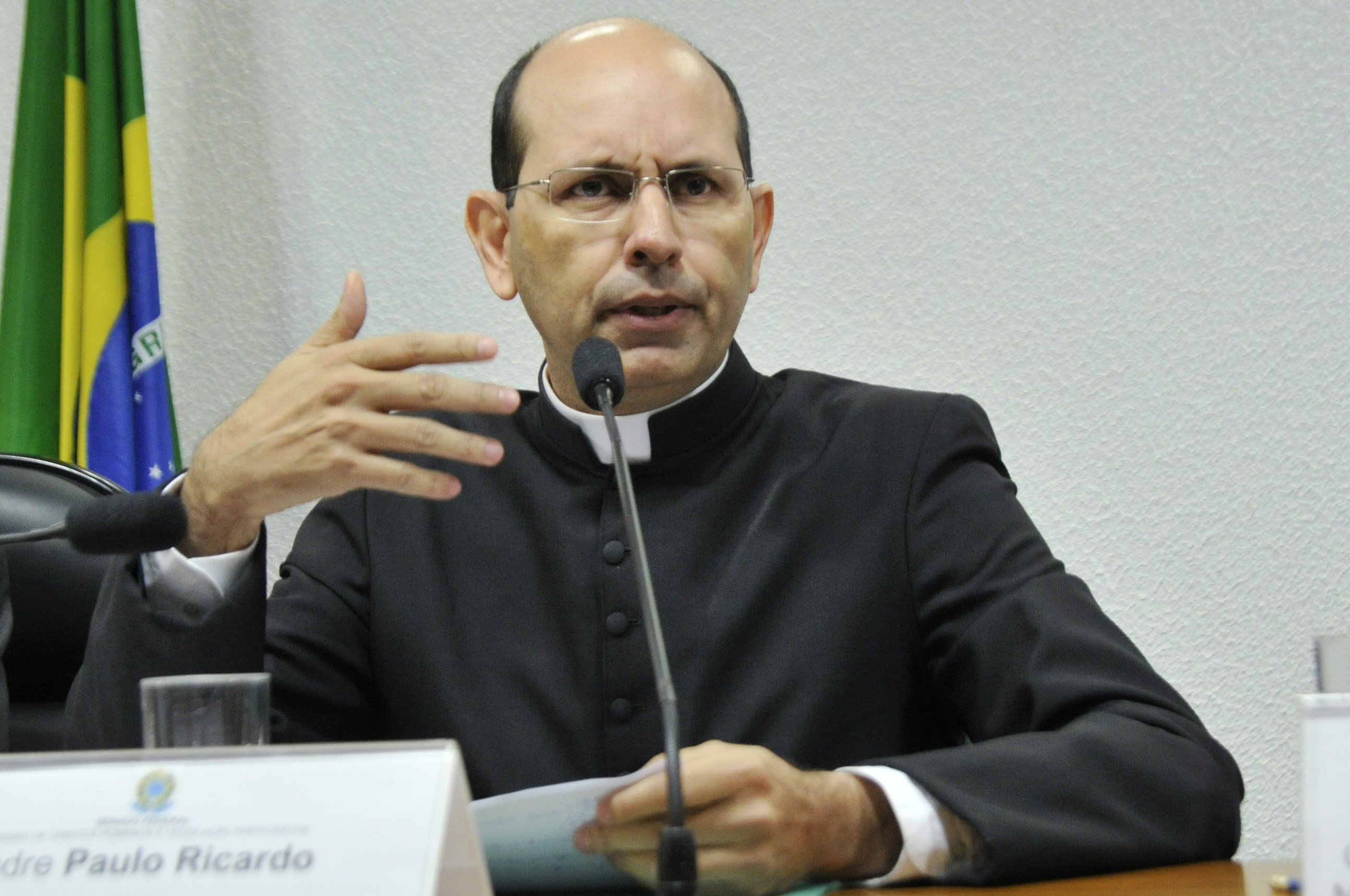
Paulo Ricardo, 2015

Paulo Ricardo de Azevedo Júnior (* 7. November 1967 in Pernambuco), bekannt als Padre Paulo Ricardo, ist ein brasilianischer katholischer Priester, Fernsehmoderator und Schriftsteller.

## Leben
Paulo Ricardo wurde am 14. Juni 1992 von Papst Johannes Paul II. zum Priester geweiht und erhielt einen Master-Abschluss in Rom (Päpstliche Universität Gregoriana). Derzeit ist er Pfarrvikar der Pfarrei Christ King in Várzea Grande (MT) und widmet sich der Evangelisierung durch die Medien. Seit 2011 lehrt er Theologie am Benedikt XVI. Institut der Diözese Lorena (SP).
Er ist Autor von neun Büchern. 2007 moderierte er die wöchentliche Sendung Der achte Tag auf TV Canção Nova. Er hat 1,5 Millionen Follower auf Instagram. Er ist ein wichtiger konservativer Führer in Brasilien. Der Schriftsteller, Journalist und Philosoph Olavo de Carvalho hatte großen Einfluss auf sein Werk.
Pater Paulo Ricardo unterrichtet auch Kurse im Zusammenhang mit der katholischen Religion, dem Konservatismus, der Frankfurter Schule, dem Herrn der Ringe und der Sprachphilosophie.

## Bibliographie
- Uma Flor do Clero Cuiabano: biografia do Padre Armindo Maria de Oliveira, SDB (1882-1918). Vol. 1 (3rd ed.). São Paulo: Paulus. 1999. ISBN 978-85-349-1481-9.
- Um Olhar que Cura. Vol. 1. São Paulo: Canção Nova. 2008. ISBN 978-85-63160-00-3.
- Vaticano II: ruptura ou continuidade?. Vol. 1. Campinas: Ecclesiae. 2009. ISBN 978-85-63160-00-3.
- Teologia Fundamental I. Vol. 1. Campinas: Ecclesiae. 2010. ISBN 978-85-63160-01-0.
- Teologia Fundamental II. Vol. 1. Campinas: Ecclesiae. 2010. ISBN 978-85-63160-02-7.
- Trindade. Vol. 1 (1st ed.). Campinas: Ecclesiae. 2010. ISBN 978-85-63160-13-3.
- Cristologia e Soteriologia. Vol. 1 (1st ed.). Campinas: Ecclesiae. 2011. ISBN 978-85-63160-08-9.
- A resposta católica. Vol. 1 (2nd ed.). Campinas: Ecclesiae. 2013. ISBN 978-85-63160-38-6.
- Os mártires de hoje. Vol. 1 (1st ed.). Campinas: Ecclesiae. 2013. ISBN 978-85-63160-25-6.